# Bereżany (Białoruś)
Bereżany (biał. Беражаны, Bierażany) – wieś na Białorusi, położona w obwodzie grodzieńskim w rejonie grodzieńskim w sielsowiecie sopoćkińskim.
W latach 1921–1939 Bereżany należały do gminy Balla Wielka w ówczesnym województwie białostockim.
Według Powszechnego Spisu Ludności z 1921 roku Bereżany zamieszkiwane były przez 125 osób, spośród których wszyscy zadeklarowali wyznanie  rzymskokatolickie i polską przynależność narodową.